# Jean Bacci
Pour les articles homonymes, voir Bacci.
Jean Bacci, né le 17 mars 1951, est un homme politique français.
Il est élu sénateur du Var le 27 septembre 2020. 
En 2024, il vote contre la révision constitutionnelle visant à protéger et à garantir le droit fondamental à l'interruption volontaire de grossesse. 

## Mandats

### Mandats en cours
- depuis 2020 : Sénateur du Var

### Mandats passés
- 2004-2011 : Conseiller général du canton de Tavernes
- 1995-2020 : Maire de Moissac-Bellevue
- 2017-2020 : Président de la Communauté de communes Lacs et Gorges du Verdon
- 2015-2021 : Conseiller régional de Provence-Alpes-Côte d'Azur